# Ronde van Frankrijk 2022/Zevende etappe
De zevende etappe van de Ronde van Frankrijk 2022 werd verreden op 8 juli met start in Tomblaine en finish op La Super Planche des Belles Filles. Het betrof een bergetappe over 176 kilometer.

## Koersverloop
De koers startte fel met de strijd om in de kopgroep te geraken. Na vijftig kilometer koers ontstond een kopgroep van tien, met daarin voormalig winnaar op deze beklimming Dylan Teuns, Mads Pedersen, Giulio Ciccone, Lennard Kämna, Maximilian Schachmann, Luke Durbridge en Simon Geschke. Even later, bij de eerste zwaardere beklimming van de dag, besloten Kämna en Schachmann de kopgroep uit te dunnen door te demarreren. Alleen Teuns, Durbridge en Geschke konden de Duitse ploeggenoten van BORA-hansgrohe volgen. Daarachter hield de ploeg van geletruidrager Tadej Pogačar de kopgroep binnen bereik.
Met een voorsprong van slechts twee minuten begon de kopgroep aan de slotbeklimming naar La Super Planche des Belles Filles. Daar was Geschke die als eerste wegreed, maar hij werd al snel gecounterd door Teuns en Kämna, waarvan Kämna op vijf kilometers solo doorreed. In het peloton werd er strak tempo gehouden en was er geen ruimte voor versnellingen van de favorieten. Pas in de laatste honderden meters waagde Jonas Vingegaard een poging, waar alleen Pogačar een antwoord op had. De twee haalden vervolgens Kämna in en Pogačar had nog een laatste versnelling in huis en klopte Vingegaard op de streep en pakte op deze manier zijn tweede etappe op rij. De rest van de favorieten verloor een handvol seconden, met uitzondering van Aleksandr Vlasov; die verloor ruim achterhalve minuut.

## Uitslag
| Tomblaine – La Super Planche des Belles Filles (176 km) |                   |                    |          |
| Plaats                                                  | Naam              | Ploeg              | Tijd     |
| 1                                                       | Tadej Pogačar     | UAE Team Emirates  | 3u58'40" |
| 2                                                       | Jonas Vingegaard  | Team Jumbo-Visma   | z.t.     |
| 3                                                       | Primož Roglič     | Team Jumbo-Visma   | + 12"    |
| 4                                                       | Lennard Kämna     | BORA-hansgrohe     | + 14"    |
| 5                                                       | Geraint Thomas    | INEOS Grenadiers   | z.t.     |
| 6                                                       | David Gaudu       | Groupama-FDJ       | + 19"    |
| 7                                                       | Enric Mas         | Movistar Team      | + 21"    |
| 8                                                       | Romain Bardet     | Team DSM           | z.t.     |
| 9                                                       | Adam Yates        | INEOS Grenadiers   | + 29"    |
| 10                                                      | Sepp Kuss         | Team Jumbo-Visma   | + 41"    |
|                                                         |                   |                    |          |
| 21                                                      | Steven Kruijswijk | Team Jumbo-Visma   | + 1'26"  |
| 42                                                      | Dylan Teuns       | Bahrain-Victorious | + 3'52"  |

| Algemeen klassement |                   |                       |           |
| Plaats              | Naam              | Ploeg                 | Tijd      |
| Gele trui           | Tadej Pogačar     | UAE Team Emirates     | 24u43'14" |
| 2                   | Jonas Vingegaard  | Team Jumbo-Visma      | + 35"     |
| 3                   | Geraint Thomas    | INEOS Grenadiers      | + 1'10"   |
| 4                   | Adam Yates        | INEOS Grenadiers      | + 1'18"   |
| 5                   | David Gaudu       | Groupama-FDJ          | + 1'31"   |
| 6                   | Romain Bardet     | Team DSM              | + 1'32"   |
| 7                   | Tom Pidcock       | INEOS Grenadiers      | + 1'35"   |
| 8                   | Neilson Powless   | EF Education-EasyPost | + 1'37"   |
| 9                   | Enric Mas         | Movistar Team         | + 1'43"   |
| 10                  | Daniel Martínez   | INEOS Grenadiers      | + 1'55"   |
|                     |                   |                       |           |
| 33                  | Steven Kruijswijk | Team Jumbo-Visma      | + 7'25"   |
| 42                  | Dylan Teuns       | Bahrain-Victorious    | + 7'12"   |

1e etappe ·
2e etappe ·
3e etappe ·
4e etappe ·
5e etappe ·
6e etappe ·
7e etappe ·
8e etappe ·
9e etappe ·
10e etappe ·
11e etappe ·
12e etappe ·
13e etappe ·
14e etappe ·
15e etappe ·
16e etappe ·
17e etappe ·
18e etappe ·
19e etappe ·
20e etappe ·
21e etappe
Startlijst · Eindstanden · Afbeeldingen